# Luigi Gullo
Luigi Gullo (Cosenza, 9 marzo 1917 – Cosenza, 26 settembre 1998) è stato un politico italiano.

## Biografia
Figlio del ministro e deputato Fausto Gullo, è stato avvocato penalista, partecipando a processi di grande rilievo come quello per la strage di Piazza Fontana, e libero docente universitario di diritto penale. 
Esponente del Partito Comunista Italiano, è consigliere comunale a Cosenza dal 1946 al 1960 e poi consigliere provinciale dal 1956. Viene eletto al Senato nel 1963 nella Circoscrizione Calabria, restando in carica a Palazzo Madama fino al 1968.
È stato anche Presidente della storica Accademia cosentina, istituzione culturale fondata nel Cinquecento da Aulo Giano Parrasio, dal 1977 fino alla morte.